# Caso Clark v. Community for Creative Non-Violence
Clark v. Community for Creative Non-Violence, (1982), é um caso da Suprema Corte dos Estados Unidos com a regulamentação do Serviço Nacional de Parques que especificamente proibia dormir na Praça Lafayette e no National Mall. O grupo Community for Creative Non-Violence (CCNV) havia planejado realizar uma manifestação no National Mall e no Praça Lafayette, onde ergueriam cidades de tendas para aumentar a conscientização sobre a situação dos sem-teto. O grupo obteve as autorizações corretas para uma demonstração de sete dias começando no primeiro dia de inverno. O Serviço de Parques, no entanto, negou o pedido de que os participantes pudessem dormir nas tendas. O CCNV contestou esse regulamento com base no fato de que ele violava o direito da Primeira Emenda.